# Senza distanza
Senza Distanza è un film del 2016 scritto e diretto da Andrea Di Iorio.

## Trama
La trama del film si sviluppa attorno a due temi principali: da una parte, vi è l'incontro dei protagonisti, ovvero due coppie, formate rispettivamente da Enzo e Mina, e Marco con Catia, all'interno di un particolare bed and breakfast, concepito per "allenare" le coppie in vista di una possibile relazione a distanza. Ogni stanza è caratterizzata da un suo fuso orario, legato ad una certa città del mondo, e l'occupante della stanza deve vivere le giornate attenendosi al relativo fuso orario. Vi sono poi regole precise riguardo alle relazioni da intrattenere all'interno della struttura: nessuno può andare a far visita al partner nella sua stanza, è consentito incontrarsi solo negli spazi comuni della struttura, e per non più di due ore al giorno. 
Altro elemento della trama riguarda il tema delle civiltà matrilineari. Si tratta di una forma particolare di società e di discendenza, che si contrappone a quella patrilineare, e alla quale appartengono tanto Libero (il gestore della struttura), quanto Gaia, sua nipote. Quando le due coppie protagoniste conosceranno Gaia, risulteranno travolte dalla sua visione della vita, delle relazioni, nonché dell'amore, trovandosi costrette a rivalutare i loro rispettivi legami, e scoprendo paradossalmente nella perpetua vicinanza un elemento di disturbo, proprio in un luogo dove si erano recate per abituarsi al problema della distanza.

## Produzione
Il film è stato prodotto con un budget piuttosto limitato, e le riprese si sono svolte in soli otto giorni, in una sola location, e con una troupe ridotta. Il film, per volontà dello stesso regista, è stato concepito con un'impostazione teatrale, sia per quanto riguarda le scenografie e l'uso della macchina da presa, sia per quanto concerne la scelta del cast, proveniente per l'appunto principalmente dall'ambito teatrale e da esperienze teatrali 

## Riconoscimenti
Il film è stato proiettato in anteprima mondiale alla settima edizione del "New York Independent Film Festival".
- - 2016 - Melbourne Film Festival
    - Miglior attrice protagonista a Lucrezia Guidone
    - Candidatura miglior sceneggiatura ad Andrea Di Iorio
    - Candidatura miglior attore protagonista a Marco Cassini

- - 2016 - Fano Film Festival
    - Miglior lungometraggio ad Andrea Di Iorio
    - Miglior attrice protagonista a Lucrezia Guidone

- - 2018 - Ad Arte Festival
    - Premio della giuria popolare